# Eriopyga trocas
Eriopyga trocas är en fjärilsart som beskrevs av William Schaus 1898. Eriopyga trocas ingår i släktet Eriopyga och familjen nattflyn. Inga underarter finns listade i Catalogue of Life.